# Морвен (Северна Каролина)
Морвен (енгл. Morven) град је у америчкој савезној држави Северна Каролина.

## Демографија
По попису из 2010. године број становника је 511, што је 68 (-11,7%) становника мање него 2000. године.
| Група             | 2000.       | 2010.       |
| Белци             | 130 (22,5%) | 101 (19,8%) |
| Афроамериканци    | 445 (76,9%) | 381 (74,6%) |
| Азијати           | 0 (0,0%)    | 0 (0,0%)    |
| Хиспаноамериканци | 2 (0,3%)    | 15 (2,9%)   |
| Укупно            | 579         | 511         |